# Departamento Itatí

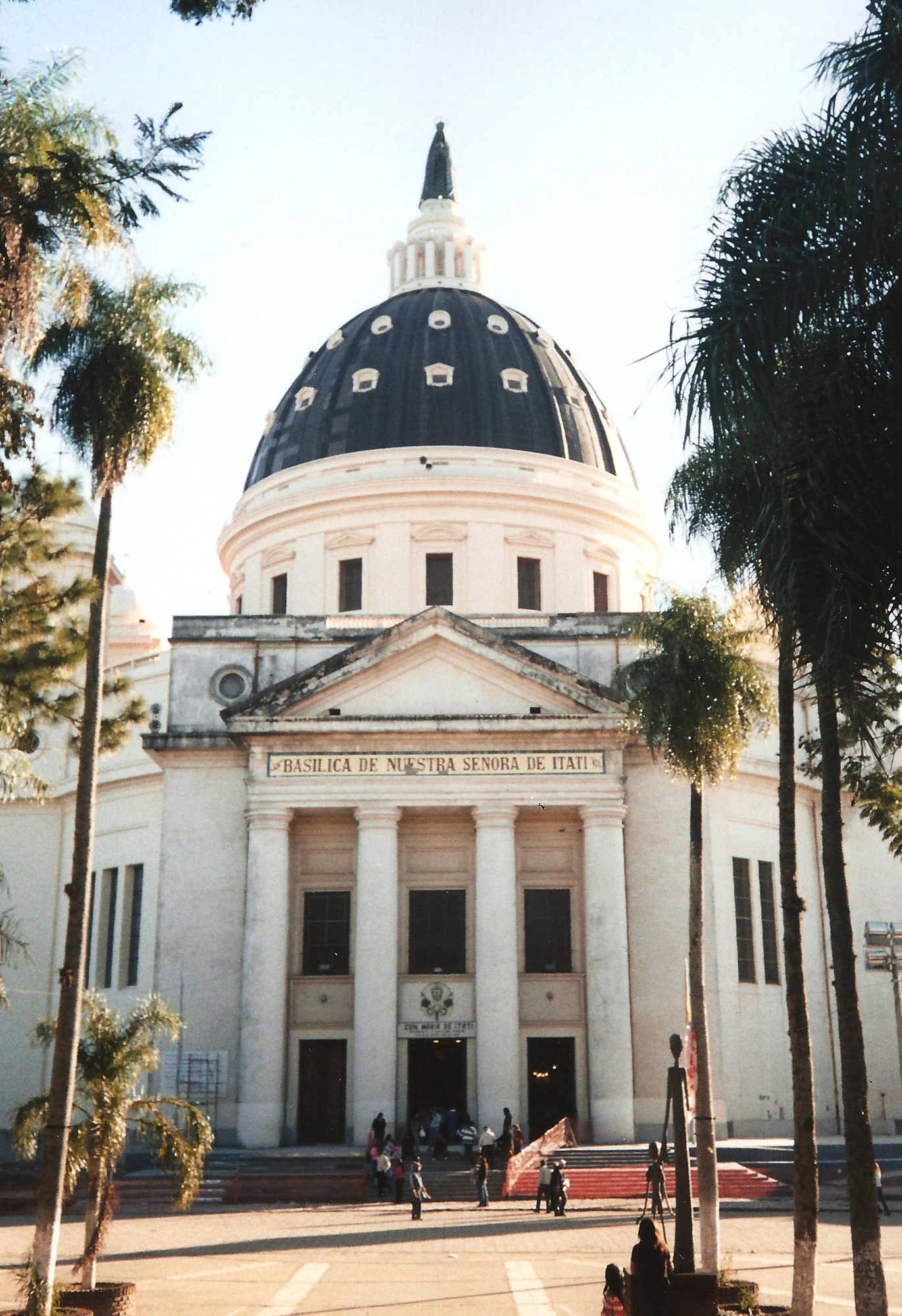
Basílica de Itatí, principal atractivo del departamento.

Itatí (en guaraní: Itatĩ) es un departamento de la provincia de Corrientes, en el noreste de Argentina. La cabecera del departamento es la homónima Itatí.

Su principal atractivo turístico es la Basílica de Nuestra Señora de Itatí, en la cabecera del departamento.

## Ubicación, superficie y límites
El departamento Itatí se encuentra en la región norte de la provincia. Se extiende en una superficie de 871.3 km².
Limita al oeste con el departamento San Cosme, al sur con el de San Luis del Palmar, al este con el de Berón de Astrada y al norte con la República del Paraguay, de la cual está separado por el río Paraná.
Pertenecen al departamento las islas Caá Verá, exclavadas en aguas paraguayas del río Paraná.

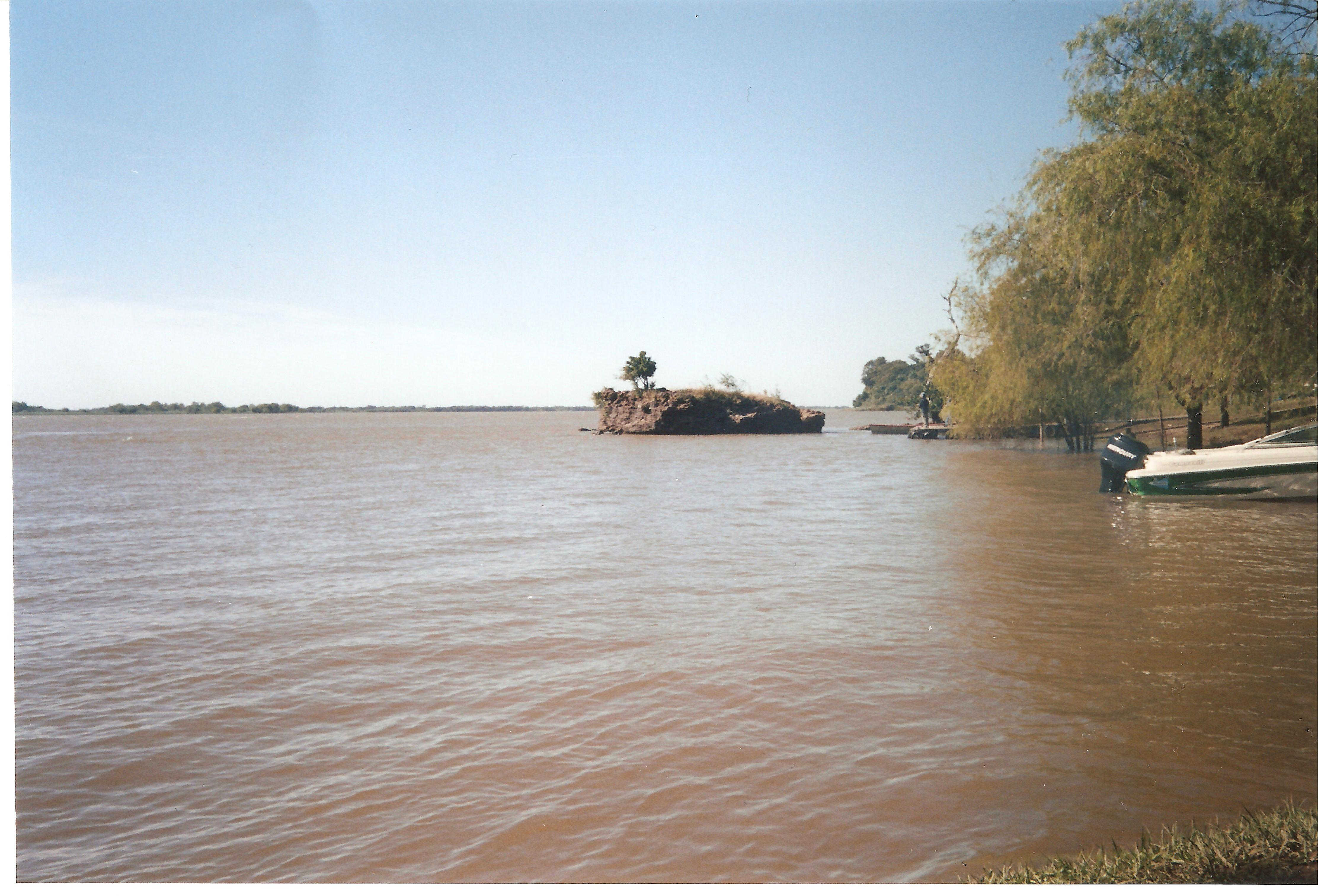
El río Paraná visto desde una playa de Itatí.

## Toponimia
El nombre Itatí proviene del guaraní y se traduce como «punta de piedra», de itá (piedra) y tí (punta).

Según otra versión la traducción es itá (piedra) y tí (nariz), literalmente nariz de piedra.

## Historia
El 7 de marzo de 1917 el gobernador Mariano Indalecio Loza aprobó por decreto el Cuadro comparativo de la subdivisión en Departamentos y Secciones de la Provincia de Corrientes; Límites interdepartamentales e interseccionales, que fijó para el departamento Itatí los siguientes límites:

Departamento Itatí - Límites departamentales: Norte: El río Paraná; Este: Límite Este de la propiedad de Bernardino Cremonte y Hnos., y el estero San José; Sur: El estero Riachuelo; Oeste: Límite Oeste de las propiedades de Valentín Mayol, F. Bonastre y otros, y Anastasia V. de Martínez.

El cuadro señaló que el departamento estaba dividido en 2 secciones:

El Departamento está dividido en dos Secciones, con los siguientes límites:
 La línea divisoria es el límite Oeste de la propiedad Asilo de Mendigos. Al Oeste de esta línea divisoria, está la Primera Sección; al Este, la Segunda Sección.

El 31 de agosto de 1935 fue publicado el decreto del vicegobernador Pedro Resoagli que determinó los límites de los departamentos:

Departamento Itatí: Tiene los siguientes límites generales. Norte: El río Paraná, desde el término del Departamento de San Cosme (mojón N. O. de la propiedad de Anastasia V. de Martínez), agua arriba, hasta el mojón N. E. del campo Asunción, de Bernardino Cremonte y Hnos., en que se inicia el Departamento Berón de Astrada; Este: El límite oriental del campo Asunción, de B. Cremonte y Hnos., desde el río Alto Paraná hasta el mojón S. E. del citado campo, en el estero San José; Sud: Una línea que, arrancando del mojón S. E. del campo Asunción, en el estero San José, continúa por el deslinde Sud del mismo campo, sobre el referido estero, y continúa por el estero del Riachuelo, por el deslinde Sur de la propiedad de Luis F. Barreira, hasta, el límite Oeste del Departamento; Oeste: A contar del mojón N. O. de la propiedad de Anastasia V. de Martínez, sobre el río Alto Paraná, sigue el límite Oeste de esta propiedad, hasta Ramada Paso; continúa por el deslinde Norte y Oeste de la propiedad de F. Bonastre y otros, y sigue por el deslinde Oeste de la de Valentín Mayol y su prolongación recta, a través de la de Luis F. Barreira, hasta el estero del Riachuelo.

## Población
Cuenta con 12 010 habitantes (Indec, 2022), lo que representa un incremento promedio anual del 2.4% frente a los 9171 habitantes (Indec, 2010) del censo anterior.

La mediana de edad se estableció en 30 años.
| Gráfica de evolución demográfica de Departamento Itatí entre 1991 y 2022 |
|                                                                          |
| Fuente: Censos nacionales del INDEC                                      |

## Localidades
La mayor parte de la población se concentra en la ciudad cabecera del departamento. El resto es población de carácter rural, dispersa o asentada en pequeñas localidades.
| Cabecera (Población 2010) | Localidades (Población 2010) |
| ------------------------- | ---------------------------- |
| * Itatí (6562 hab.)       | - Ramada Paso (556 hab.)     |